# Dercé

Dercé este o comună în departamentul Vienne, Franța. În 2009 avea o populație de 160 de locuitori.